# Henrique Fanstone
Henrique Maurício Fanstone (Anápolis, 16 de janeiro de 1926) é um médico e político brasileiro que foi deputado federal por Goiás.

## Dados biográficos
Filho de James Fanstone, de origem inglesa, e de Ethel Marguerite Fanstone. Médico formado em 1951 pela Universidade Federal de Minas Gerais, foi acionista e diretor do Hospital Evangélico Goiano em Anápolis, cidade na qual foi eleito vereador em 1954 e vice-prefeito em 1960 para um mandato de cinco anos e posteriormente integrou o Conselho Estadual de Educação. Filiado à UDN, foi candidato a suplente de senador na chapa de Coimbra Bueno em 1962.
Durante a interventoria de Emílio Ribas foi secretário do Trabalho e como o Regime Militar de 1964 impôs o bipartidarismo optou pela ARENA e foi presidente do diretório municipal em Anápolis. Eleito deputado federal em 1970, figurou na primeira suplência em 1974 dividindo seu tempo entre Brasília e Goiânia, pois no governo Irapuan Costa Júnior foi secretário de Administração e depois secretário de Saúde, até que a renúncia de Hélio Mauro para assumir a prefeitura da capital goiana permitiu a efetivação de Henrique Fanstone, que não disputou a reeleição. Filiado ao PDS, foi de novo suplente de deputado federal em 1982.
Filiado ao PPR e depois ao PPB, foi presidente do diretório municipal deste último partido em Anápolis, embora tenha se voltado quase integralmente à direção do Hospital Evangélico Goiano, fundado por seu pai em 1927.